# Aecidium cantensis
La Roya peruana o deformante (Aecidium cantense) es una especie de hongo en el orden Pucciniales. Es un fitopatógeno conocido en Perú descrito por primera vez en 1929 por Joseph Charles Arthur. Crece y muestra síntomas de pústulas amarillentas-anaranjadas durante las etapas medias y tardías del crecimiento en papas (Solanum tuberosum).

## Nombres vulgares
- Roya peruana
- Roya deformante
- Roya deformante del ulluco
- Aecidium de la papa[2]